# Marija Nemčinova
Marija Jur'evna Nemčinova (in russo Мария Юрьевна Немчинова?; 1º gennaio 1998) è una nuotatrice artistica russa.

## Palmarès
- Giochi europei

Baku 2015: oro nel libero combinato e nella gara a squadre.